# Citadis

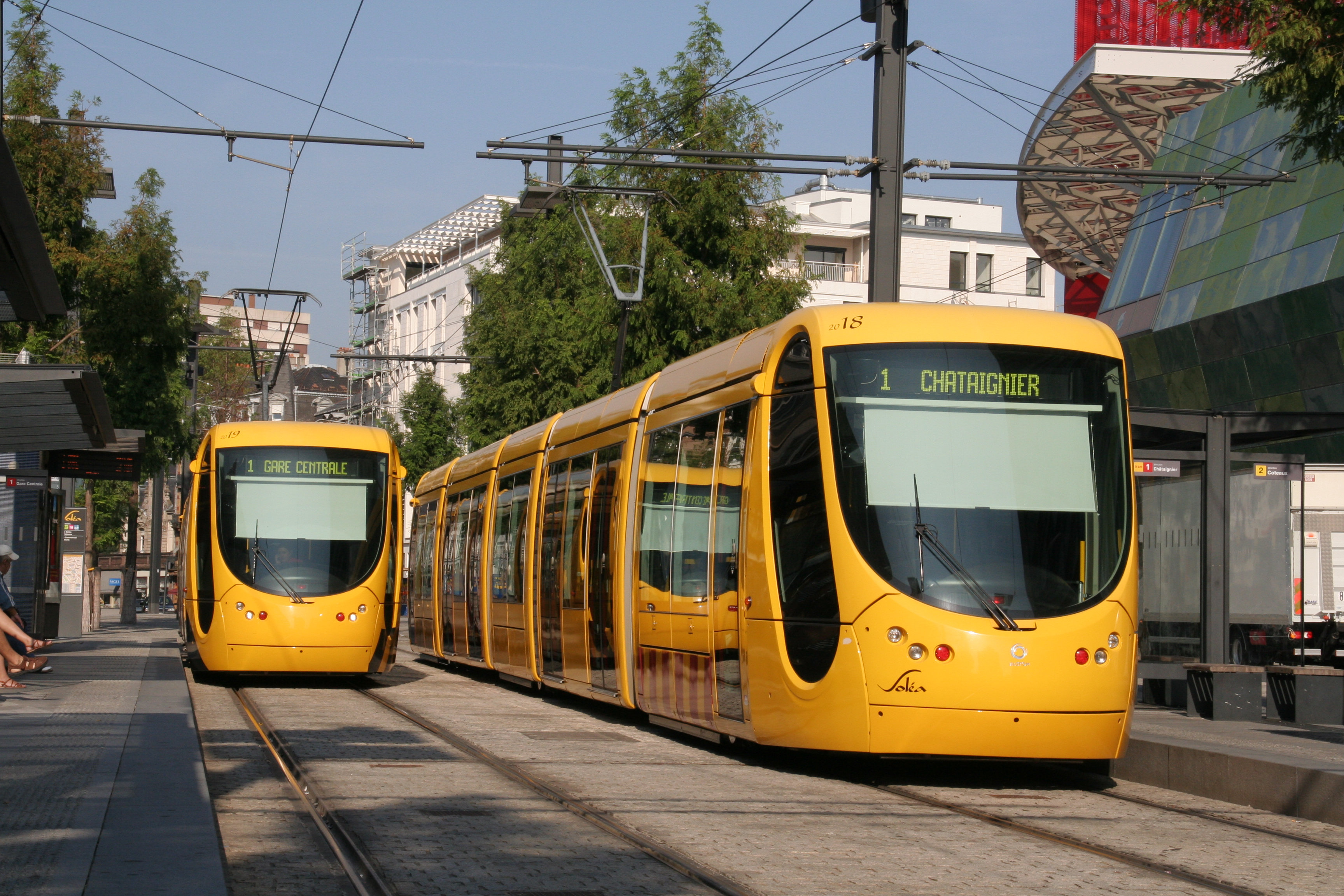
Twee Citadis in Mulhouse

De Citadis is een productreeks van lagevloertrams van Alstom Transport, die rijdt in meerdere Europese steden, waaronder Parijs en Straatsburg, maar ook in onder andere Australië en Noord-Afrika. In Nederland rijden Citadis type 302 trams in Rotterdam en de RegioCitadis bij RandstadRail tussen Den Haag en Zoetermeer. De langste variant is 55 meter lang en is vanaf 2017 geleverd aan Dublin. Wereldwijd zijn meer dan 3.000 exemplaren verkocht.
In tegenstelling tot bijvoorbeeld de Combino van Siemens is de Citadis geen standaardproduct, maar gaat het om een aantal verschillende trams die tot dezelfde familie behoren. Het principe van de rijtuigbak-constructie, met uitzondering van de RegioCitadis, is echter wel in alle gevallen identiek. De Citadistrams worden gebouwd met een gedeeltelijk lage vloer (xx1-serie) of een 100% lage vloer (xx2-serie). Alstom heeft voor bijna elke stad een andere kopvorm ontwikkeld. Tevens is er een onderscheid tussen trams met vlakke zijkanten (Rotterdam, Melbourne) en bollere zijkanten.

## Typen
- Citadis 100 - 3-delige tram met gedeeltelijk lage vloer[3]
- Citadis X-01 - Eerste generatie
  - Citadis 301 - 3-delige tram met gedeeltelijk lage vloer (o.a. Orléans)
  - Citadis 401 - 5-delige tram met gedeeltelijk lage vloer (Montpellier en Dublin)
- Citadis X-02 - Tweede generatie
  - Citadis 202 - 3-delige tram met 100% lage vloer (Melbourne)
  - Citadis 302 - 5-delige tram met 100% lage vloer (o.a. Parijs (T2), Rabat, Valenciennes en Rotterdam)
  - Citadis 402 - 7-delige tram met 100% lage vloer (Bordeaux, Grenoble, Parijs (T3a/T3b) en tram van Lyon (tramlijn 3)[4]
  - Citadis 502 - 9-delige tram met 100% lage vloer (Dublin)
- Citadis 403 - 7-delige tram met 100% lage vloer, met loopdraaistellen aan de uiteinden van de tram (ontwikkeld voor Straatsburg)
- Citadis X-04 - 3-delige tram met 100% lage vloer, bedoeld als low-cost-tram voor Midden- en Oost-Europa (ook geleverd aan Istanboel)
- Citadis X-05 - multi-delige tram met 100% lage vloer, gepresenteerd in 2015 (ook geleverd aan Frankfurt)[5]

### Verwante typen
- RegioCitadis: 3-delige tram met 70% lage vloer, echter in een andere vorm en vooral bedoeld als tramtrein en sneltram.
- Citadis Dualis: 3/4/5-delige tram met 100% lage vloer, echter bedoeld als tramtrein en sneltram;
- Citadis Spirit: 3/4/5-delige tram met 100% lage vloer, echter bedoeld als tramtrein en sneltram;
- Citadis Compact: 3-delige tram met 100% lage vloer, echter met een lengte van 22 meter.
- Citadis Classic:[6] voorheen ruim twintig jaar lang verkocht als Flexity Classic.

## Rotterdam

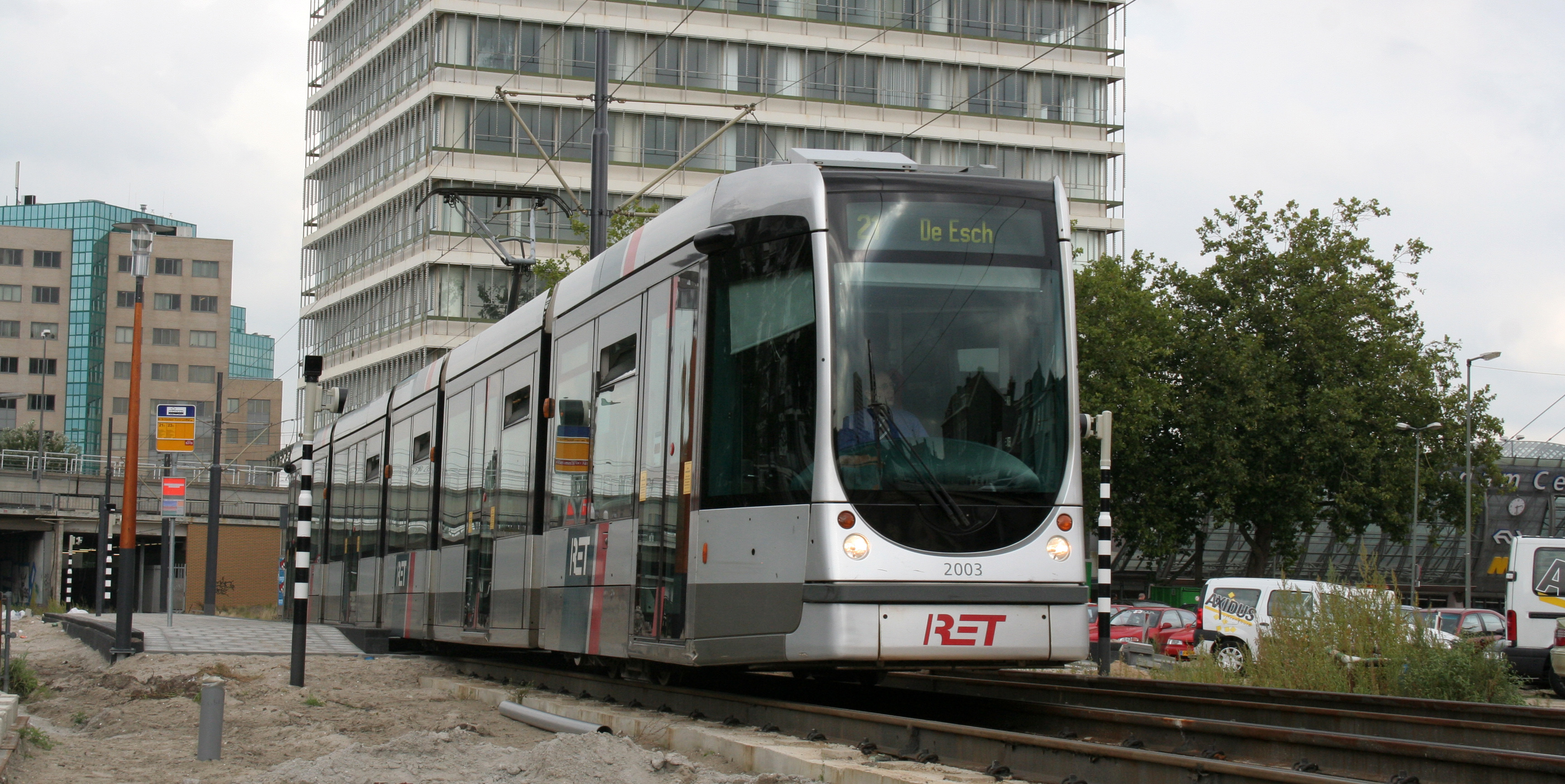
Citadis van Rotterdam.

In het kader van het HOV-concept "Tramplus", heeft de RET 60 Citadis 302-trams (5-delig) aangeschaft. Op 25 augustus 2003 werd de Citadis officieel gepresenteerd aan het publiek. Sindsdien worden deze trams ingezet op tramlijn 20, later ook op andere lijnen. In 2007 zijn nog eens 53 trams besteld. Het totaal komt daarmee op 113.
De Rotterdamse versie van de Citadis heeft een 100% lage vloer, is 2,40 meter breed en biedt aan 63 reizigers een zitplaats. Met 31,5 meter was dit lange tijd de langste trams van Nederland.
Bij de HTM in Den Haag rijdt sinds 2 november 2015 de Siemens Avenio. Deze tram is met 35 meter nog langer dan de Rotterdam Citadis.

## Overzicht Citadis
| Land                         | Stad         | Type         | Serie     | Aantal | Jaar      | Lengte (m) | Breedte (m) | Opmerkingen                                                           |
| ---------------------------- | ------------ | ------------ | --------- | ------ | --------- | ---------- | ----------- | --------------------------------------------------------------------- |
| Algerije                     | Algiers      | 302          | 101—141   | 41     | 2010      |            |             |                                                                       |
| Algerije                     | Constantine  | 302          |           | 27     | 2011      | 40?        |             |                                                                       |
| Algerije                     | Oran         | 302          |           | 30     | 2010      | 30         |             |                                                                       |
| Australië                    | Melbourne    | 202          | 3001—3036 | 36     | 2001      | 23,0       | 2,65        |                                                                       |
| Brazilië                     | Brasilia     | 402          |           | 16     | 2014      |            |             |                                                                       |
| Duitsland                    | Kassel       | RegioCitadis | 701—718   | 18     | 2004—2005 | 37         | 2,65        |                                                                       |
| Duitsland                    | Kassel       | RegioCitadis | 751—760   | 10     | 2004—2005 | 37         | 2,65        | Hybride trams met dieselmotor                                         |
| Duitsland                    | Frankfurt    | X05          |           | 58     | 2022—     | 31,5/38,0  | 2,65        |                                                                       |
| Frankrijk                    | Angers       | 302          |           | 17     | 2009      | 32,4       | 2,40        |                                                                       |
| Frankrijk                    | Aubagne      | Compact      |           | 8      | 2013      | 22         |             | Eerste order voor de Citadis Compact                                  |
| Frankrijk                    | Bordeaux     | 402          | 2201—2262 | 62     |           | 43,9       | 2,40        |                                                                       |
| Frankrijk                    | Bordeaux     | 302          | 2301—2312 | 12     |           | 32,8       | 2,40        |                                                                       |
| Frankrijk                    | Brest        | 302          | 101—120   | 20     |           | 32         | 2,40        | Qua uiterlijk gelijk aan de trams van Dijon                           |
| Frankrijk                    | Dijon        | 302          |           | 33     |           | 32         | 2,40        | Qua uiterlijk gelijk aan de trams van Brest                           |
| Frankrijk                    | Grenoble     | 402          | 6001—6035 | 35     | 2005      | 40 ~       |             |                                                                       |
| Frankrijk                    | Le Havre     | 302          |           | 22     | 2011—2012 |            |             |                                                                       |
| Frankrijk                    | Le Mans      | 302          | 01—23     | 23     | 2007      | 32,0       | 2,40        |                                                                       |
| Frankrijk                    | Lyon         | 302          | 0801—0847 | 38     | 2000      | 32,4       | 2,40        |                                                                       |
| Frankrijk                    | Lyon         | 302          | 0848—0857 | 10     | 2006      | 32,4       | 2,40        | T3                                                                    |
| Frankrijk                    | Lyon         | 302          | 0858—0870 | 13     | 2009      | 32,4       | 2,40        | T4                                                                    |
| Frankrijk                    | Montpellier  | 301          | 2001—2028 | 28     | 1999—2000 | 40,9       |             | T1, In 2002 en 2003 verlengd van 29,8 naar 40,9 m                     |
| Frankrijk                    | Montpellier  | 301          | 2029—2030 | 2      | 2000      | 40,9       |             | T1, In 2002 en 2003 verlengd van 29,8 naar 40,9 m                     |
| Frankrijk                    | Montpellier  | 302          | 2031—2033 | 2      | 2006—2007 | 32,5       |             | T1                                                                    |
| Frankrijk                    | Montpellier  | 302          | 2041—2064 | 24     | 2006—2007 | 32,5       |             | T2                                                                    |
| Frankrijk                    | Montpellier  | 402          |           | 23     | 2012      | 42         |             | T3                                                                    |
| Frankrijk                    | Mulhouse     | 302          | 01-27     | 27     |           | 32,5       |             | 2 trams naar Buenos Aires, 1 in 2007 naar Utrecht en 5 naar Melbourne |
| Frankrijk                    | Nice         | 302          | 01—20     | 20     | 2006—2007 | 33         |             |                                                                       |
| Frankrijk                    | Orléans      | 301          | 39—60     | 22     | 2000      | 30         | 2,40        | Lijn A                                                                |
| Frankrijk                    | Parijs       | 302          | 0401—0413 | 13     | 2002      | 32,2       |             | T2                                                                    |
| Frankrijk                    | Parijs       | 302          | 0414—0426 | 13     | 2003      | 32,2       |             | T2                                                                    |
| Frankrijk                    | Parijs       | 302          | 0427—0460 | 34     | 2007      | 32,2       |             | T2                                                                    |
| Frankrijk                    | Parijs       | 302          |           | 16     | 2009      |            |             | T2                                                                    |
| Frankrijk                    | Parijs       | 402          | 0301—0321 | 21     | 2006      | 43,7       | 2,65        | T3a/T3b "Tramway des Maréchaux"                                       |
| Frankrijk                    | Parijs       | 402          | 0322—0346 | 25     | 2012      | 43,7       | 2,65        | T3a/T3b "Tramway des Maréchaux"                                       |
| Frankrijk                    | Parijs       | 302          |           | 19     | 2013      | 32         | 2,40        | T7                                                                    |
| Frankrijk                    | Parijs       | 302          |           | 20     | 2014      | 32         | 2,40        | T8                                                                    |
| Frankrijk                    | Reims        | 302          | 101—118   | 18     | 2010      | 32,4       | 2,40        |                                                                       |
| Frankrijk                    | Rouen        | 402          | 831—857   | 27     | 2011—2012 | 43,92      | 2,40        |                                                                       |
| Frankrijk                    | Straatsburg  | 403          | 2001—2041 | 41     | 2005      | 45,1       | 2,65        |                                                                       |
| Frankrijk                    | Toulouse     | 302          |           | 18     | 2009      | 32,4       | 2,40        |                                                                       |
| Frankrijk                    | Valenciennes | 302          |           | 30     | 2006      | 33         | 2,40        |                                                                       |
| Kazachstan                   | Nur-Sultan   |              |           | 40     | 2014      |            |             |                                                                       |
| Ierland                      | Dublin       | 301          | 3001—3026 | 26     | 2003—2004 | 40         | 2,40        | Rode lijn, in 2007 verlengd van 30 tot 40 m                           |
| Ierland                      | Dublin       | 401          | 4001—4014 | 14     | 2003—2004 | 40         | 2,40        | Groene lijn                                                           |
| Ierland                      | Dublin       | 402          | 5001—5026 | 26     | 2009      |            |             |                                                                       |
| Israël                       | Jeruzalem    | 302          |           | 46     | 2009      |            |             |                                                                       |
| Marokko                      | Rabat        | 302          |           | 22     | 2010      |            |             |                                                                       |
| Marokko                      | Casablanca   | 302          |           | 37     | 2012      |            |             |                                                                       |
| Nederland                    | Den Haag     | RegioCitadis | 4001—4054 | 54     | 2006      | 37         | 2,65        | Tweerichtingstram, rijden voor RandstadRail (onder meer HTM 3 4 )     |
| Nederland                    | Den Haag     | RegioCitadis | 4055—4072 | 18     | 2011      | 37         | 2,65        | Tweerichtingstram, rijden voor RandstadRail (onder meer HTM 3 4 )     |
| Nederland                    | Rotterdam    | 302          | 2001—2060 | 60     | 2003      | 31,6       | 2,4         | Tram 2035 is na een ernstig ongeluk gesloopt.                         |
| Nederland                    | Rotterdam    | 302          | 2101—2153 | 53     | 2011      | 30         | 2,4         | Eenrichtingstram                                                      |
| Spanje                       | Barcelona    | 302          |           | 19     | 2004      | 32         | 2,65        | Trambaix-netwerk                                                      |
| Spanje                       | Barcelona    | 302          |           | 18     | 2007      | 32         | 2,65        | Trambesos-netwerk                                                     |
| Spanje                       | Madrid       | 302          |           | 70     | 2007      |            |             | 6 trams naar Adelaide                                                 |
| Spanje                       | Tenerife     | 302          |           | 20     | 2007      | 32,2       | 2,4         |                                                                       |
| Tunesië                      | Tunis        | 302          | 401—430   | 30     | 2007      | 30         | 2,47        | Tweerichting met 1 cabine; rug-aan-rug gekoppeld                      |
| Turkije                      | Istanboel    | 301(X-04)    | 801—837   | 30     | 2009      | 28         | 2,65        |                                                                       |
| Verenigde Arabische Emiraten | Dubai        | 402          |           | 11     |           | 44         |             |                                                                       |

## Galerij

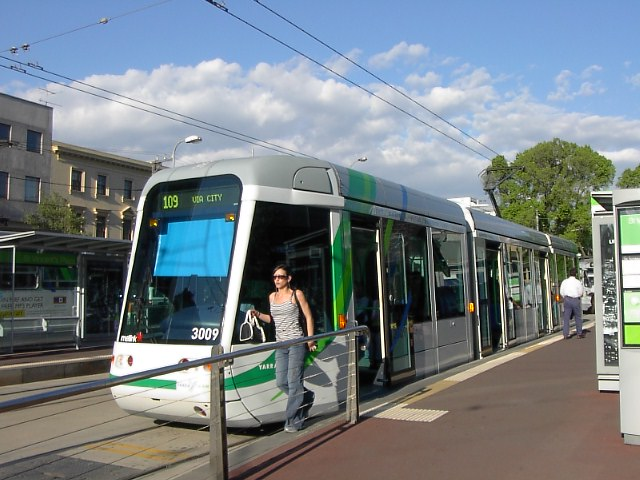
Citadis 202 in Melbourne
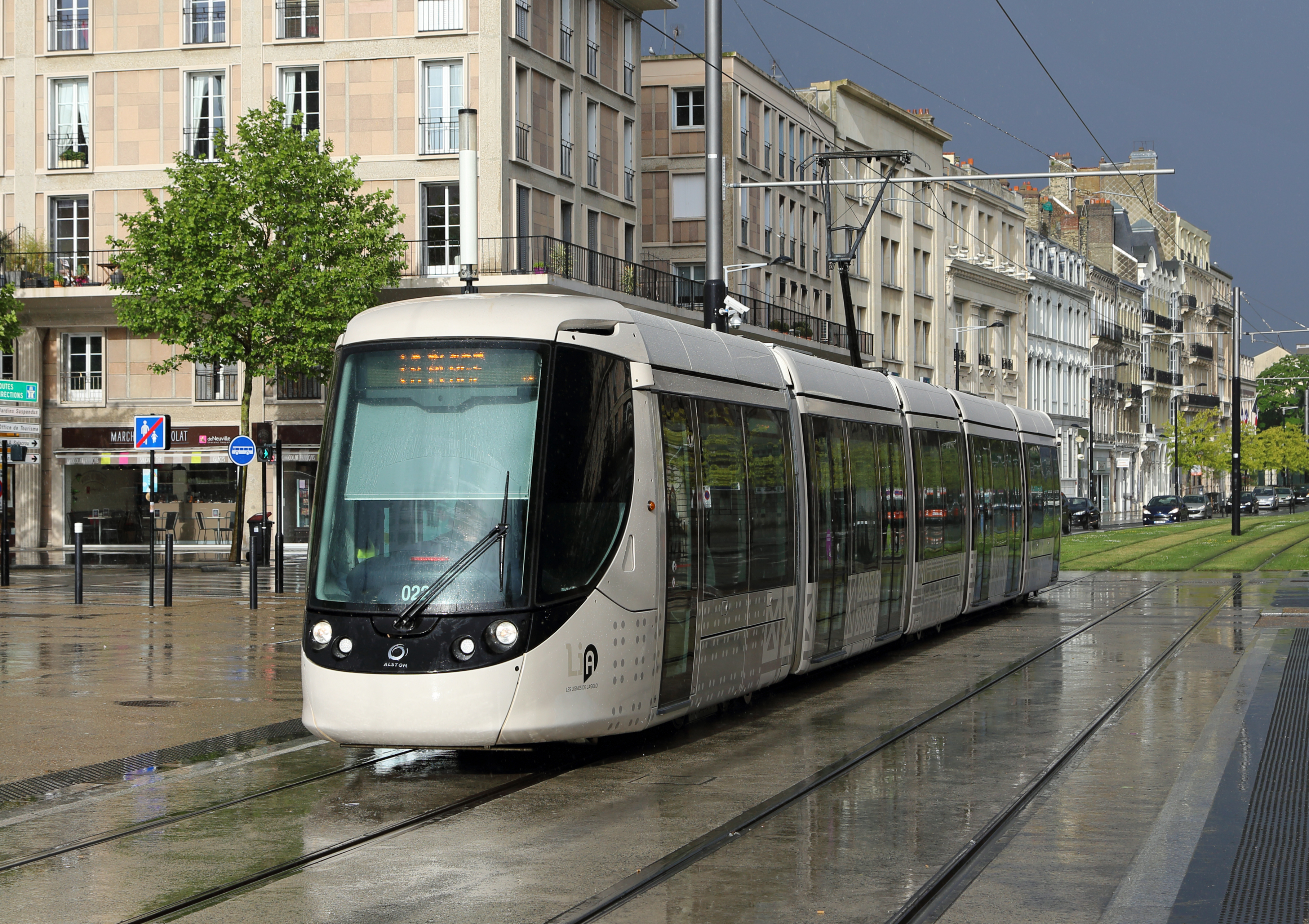
Citadis 302 in Le Havre
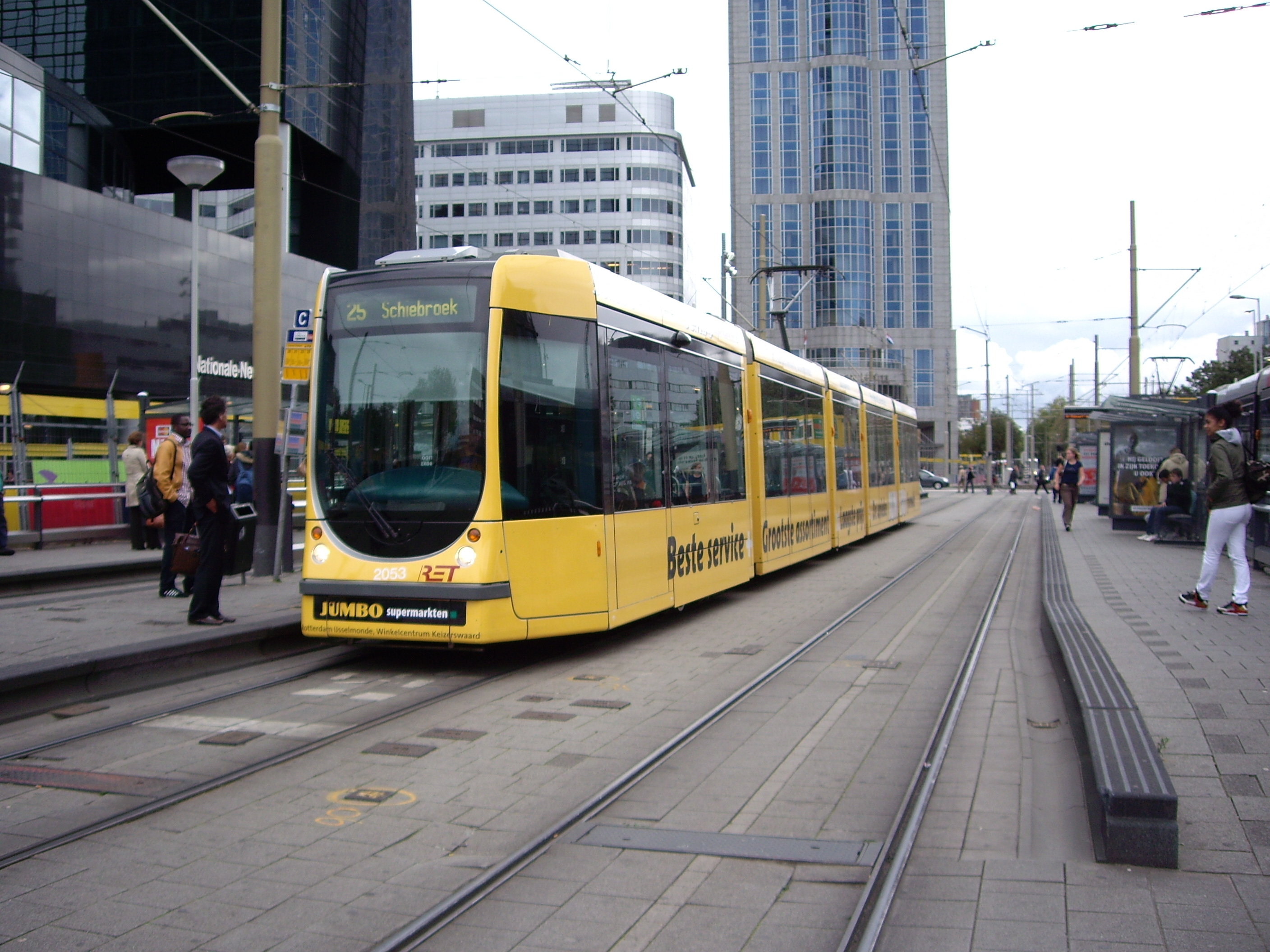
Citadis 302 in Rotterdam
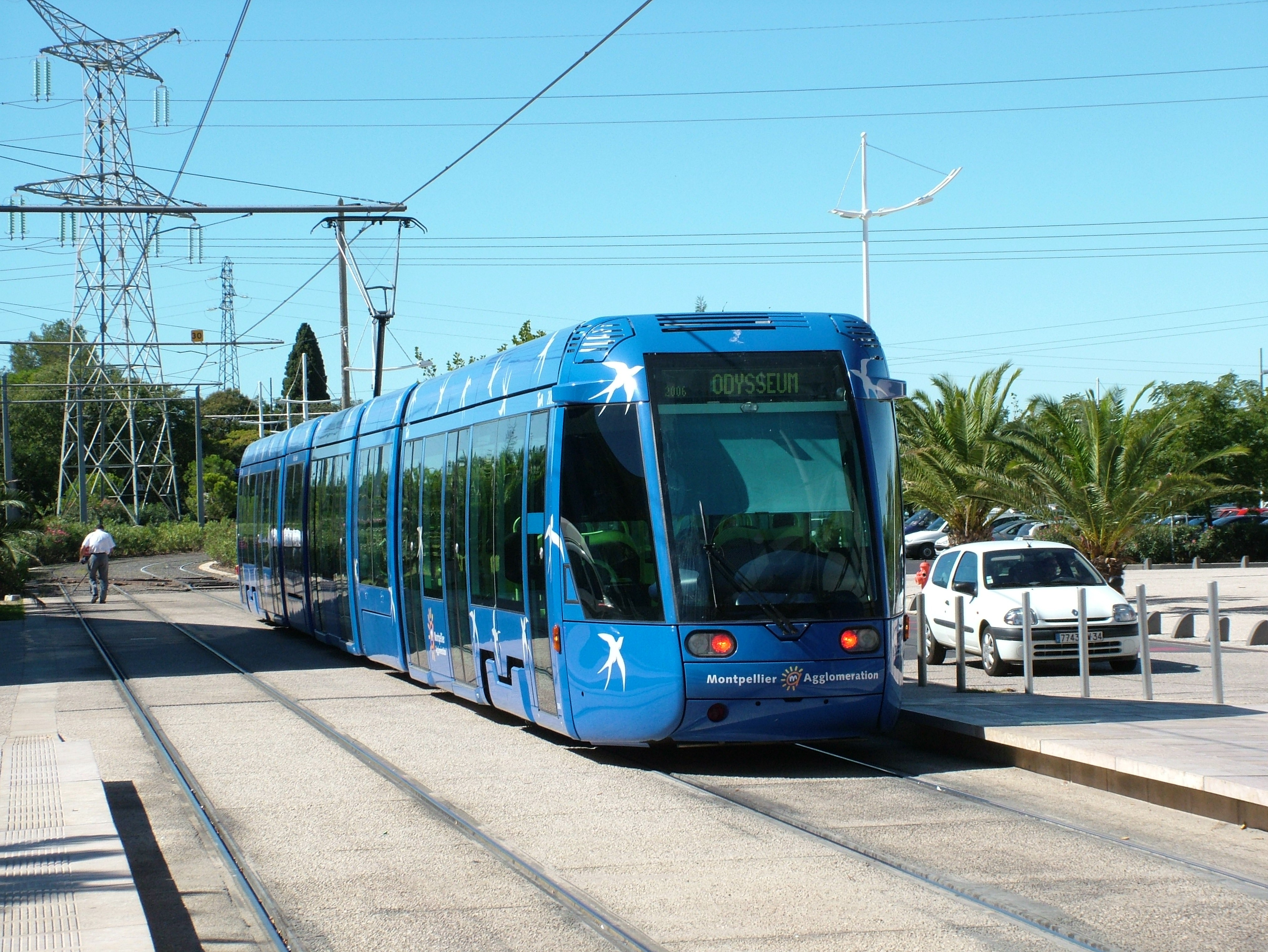
Citadis 401 in Montpellier
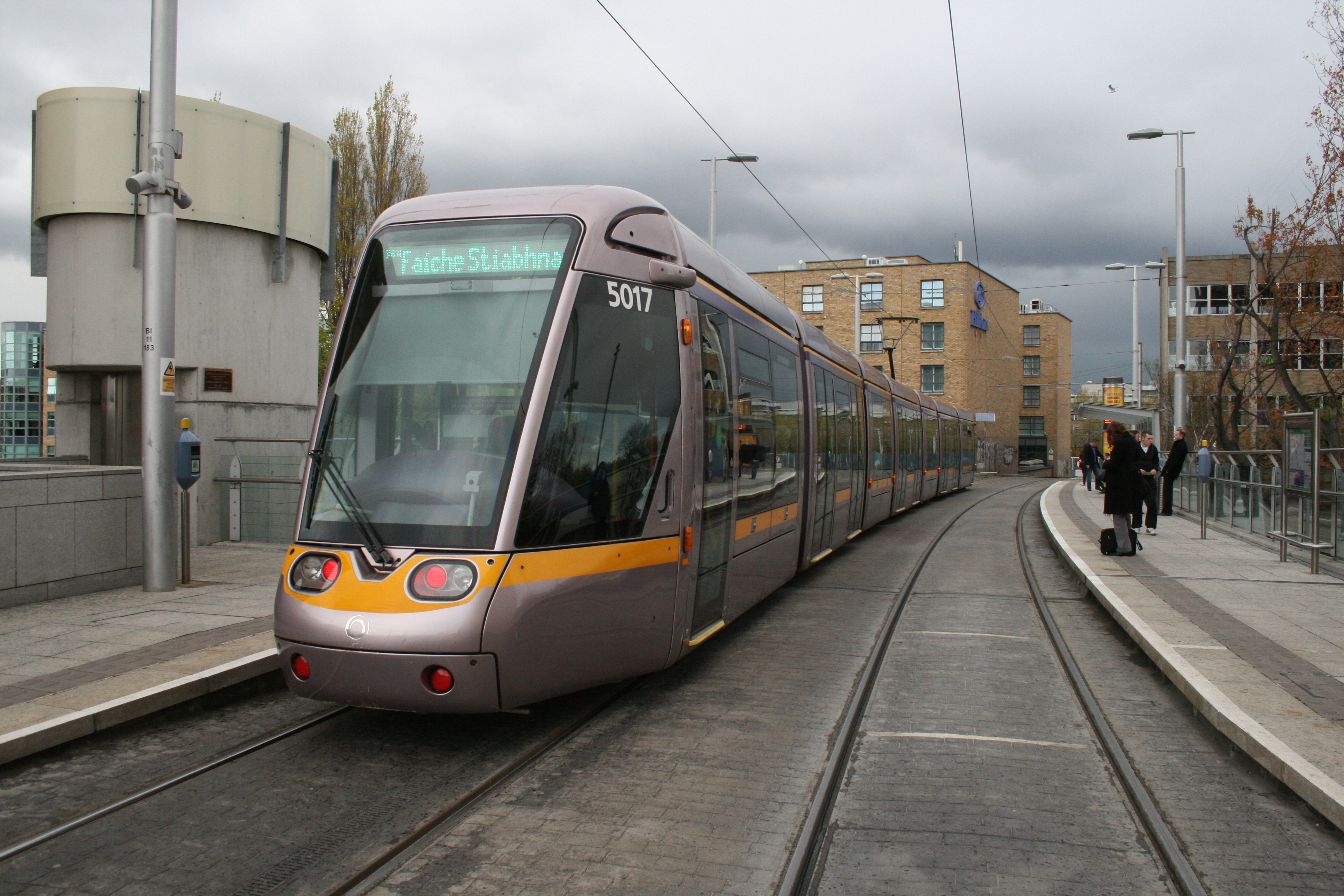
Citadis 402 in Dublin
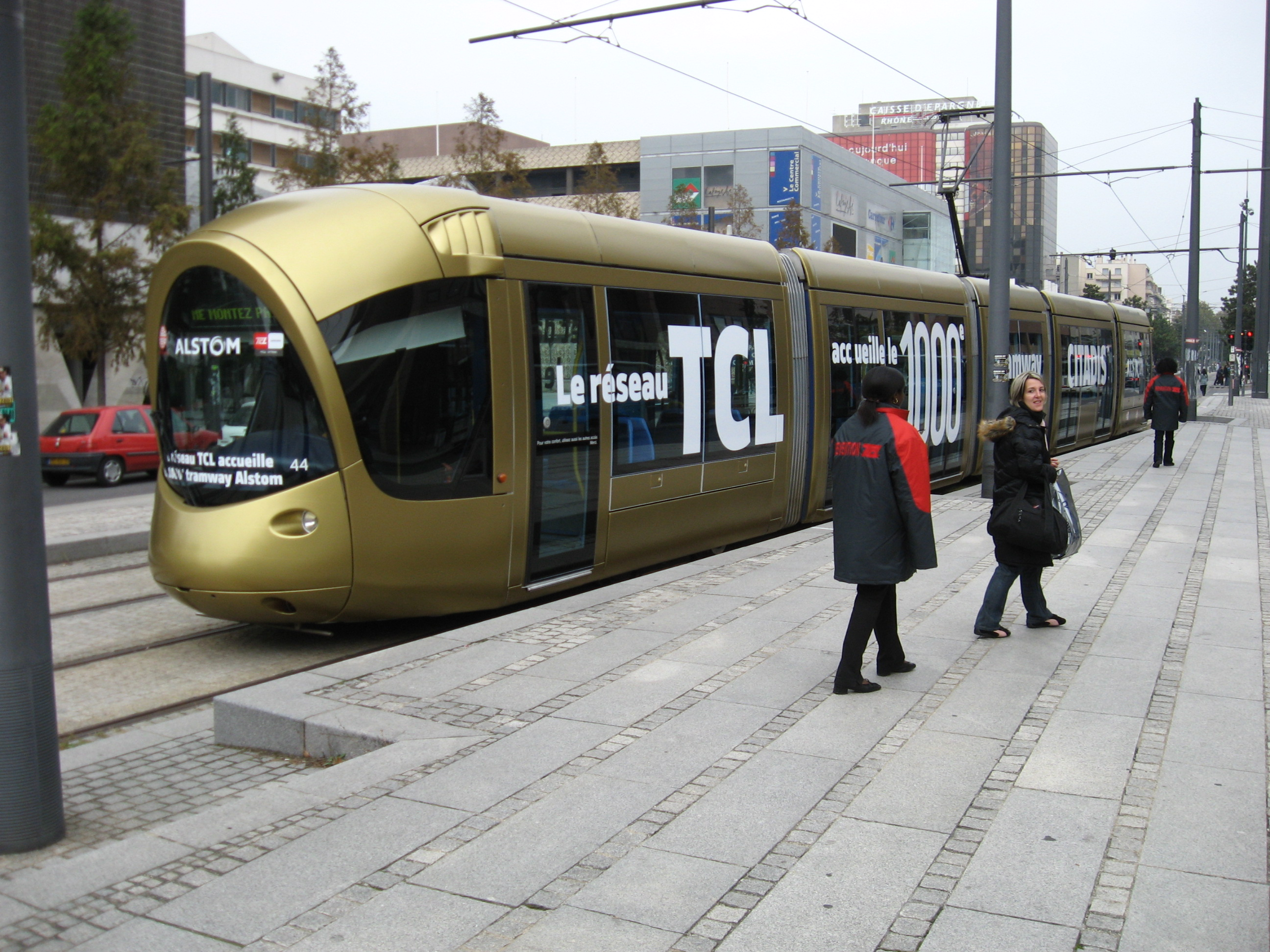
1000ste citadis in Lyon